# 수도포병여단
수도포병여단(首都砲兵旅團, Capital Artillery Brigade)은 대한민국 육군의 포병 여단으로 수도 군단 직속 부대이다.
1974년 수도군단 포병부로 창설되어 1991년 12월 경기도 시흥시로 옮기고 수도포병여단으로 개명되었다.

## 사건사고
1993년 6월 10일 6군단 지역에 있는 경기도 연천군 차탄 4리에 위치한 다락대 포병사격 훈련장에서 예하 967포병대대가 동원예비군 155mm 포사격 훈련을 하던 중, 고폭탄 1발과 조명탄 2발이 폭발해 현역 3명과 예비군 16명 총 19명이 사망했다.

## 편성
- 여단 본부 및 본부근무대
- 제653포병대대 "충정"
- 제668포병대대 "석정"
- 제669포병대대 "포성"
- 제757포병대대 "천군"
- 제330표적획득대대 "천리안"

## 같이 보기
- 연천 예비군 훈련장 폭발 사건
- 대한민국 육군의 부대 조직 및 편성 목록
- 대한민국 육군의 여단 목록

## 참고
1. ↑  “부대열전<67>육군수도포병여단”. 국방일보. 2012년 5월 3일. 2014년 2월 3일에 원본 문서에서 보존된 문서. 2014년 1월 23일에 확인함.
2. ↑  오광섭 (1993년 6월 10일). “경기도 연천 포사격 훈련장의 폭발사고 19명 사망”. MBC뉴스. 2014년 2월 1일에 원본 문서에서 보존된 문서. 2012년 2월 9일에 확인함.